# Caransebeș
Caransebeș (en allemand Karansebesch, en hongrois Karánsebes) est une ville du Banat roumain, dans le județ de Caraș-Severin. Construite à la confluence du Timiș et du Sebeș, elle se situe au pied des Monts du Banat. C'est un important nœud ferroviaire roumain.

## Histoire

### Origines
Les recherches archéologiques ont permis de découvrir de nombreux témoignages d’occupation humaine sur le territoire de Caransebeş. Les découvertes les plus importantes ont eu lieu dans le quartier de Balta Sǎratǎ où ont été mis au jour des figurines zoomorphes et des idoles anthropomorphes datant du Néolithique.
Au Ier siècle, un castrum romain est édifié à Jupa sous le nom de Tibiscum.

### Moyen Âge
En 1289, un premier document atteste l’existence d’une citadelle à Caransebeş, lorsque le roi Ladislas IV a rendu une visite de la forteresse. Les listes d'impôts pontificaux de 1332 et 1337 mentionnent Caransebes comme oppidum (château).

### Époque moderne
De 1658 à 1688, la ville est occupée par les Turcs et appartient au Sandschack de Lugosch - Karansebesch à Vilayet Timisoara. Le 17 septembre 1788 eut peut-être lieu la bataille de Karánsebes où diverses factions de l'armée autrichienne, lancées à la reconnaissance de l'ennemi turc, s'affrontèrent par mégarde. Cette tragique méprise aurait coûté plus de 10 000 tués ou blessés aux forces autrichiennes. En 1872, Karansebesch est élevée au rang ville et en 1876, devient siège du comté de Szörény.

### Époque contemporaine
À partir de 1880, elle appartient au nouveau comté de Krassó-Szörény. Après 1919, Caransebeş est le siège administratif temporaire des raions Severin. En 1995, Caransebeş devient municipalité.

## Démographie
Caransebeș comptait 28 301 habitants en 2000 contre 24 689 en 2011.
85,15 % de la population se déclare comme roumaine, 2,13 % comme rom, 1,40 % comme ukrainienne, 1,07 % comme allemande, et 0,64 % comme hongroise.

## Culture et patrimoine

### Cinéma
Une salle de cinéma est présente dans la ville depuis 1912. En activité jusqu’en 1996, le cinéma a connu une période d’abandon avant sa restauration et sa réouverture sous le nom de Luna en 2016, vingt ans après avoir projeté son dernier film.
Un cinéma en plein air, avec écran mural existait sous le régime communiste à côté du bâtiment du cinéma. Il n’est plus en activité aujourd’hui, la ville préférant faire des projections estivales sur une toile mobile dans le parc Dragalina. Le mur blanc accueillant jadis les projections peut néanmoins témoigner du passé du lieu.

### Maison de culture
La maison de culture est aménagée sous le régime communiste dans une maison particulière datant 1889. Le bâtiment et la salle de spectacle sont d’inspiration néo-classique. La salle de spectacle accueille régulièrement des représentations théâtrales, des spectacles folkloriques ou des concerts de musique classique et de jazz.

### Musée Judeṭean d’Ethnographie du régiment de frontière
Le Musée "Judeṭean" d’archéologie et d’ethnographie du régiment de frontière de son nom complet est installé dans le bâtiment d’une ancienne garnison habsbourgeoise construite en 1753 sous Marie-Thérèse d’Autriche. Les collections du musée comportent des objets issus des fouilles archéologiques de la région. La section archéologie comprend des objets de la préhistoire à l’époque médiévale dont de nombreux objets issus des recherches archéologiques du site de Tibiscum. Il possède par ailleurs une collection de livres anciens, d’art religieux et contemporain. L’exposition permanente est complétée par une section d’ethnographie présentant des objets du quotidien et un ensemble de tenues traditionnelles des montagnes du Banat roumain.
Une maison de garde forestier de 1854, présentant l’habitat rural est située dans la cour intérieure du musée.

### Réserve archéologique de Tibiscum
Vestiges d'un castrum daco-romain allant du Ier siècle au IVe siècle. La réserve s'étend sur un total de 17 hectares, de part et d'autre de la rivière Timiş à Jupa (commune voisine sous l'administration de Caransebeş).

### Tour d'Ovide
Tour médiévale en ruines située à une dizaine de kilomètres de Caransebeş, dans le village de Turnu Ruieni. En 1432 y aurait séjourné Vlad II le Dragon (père de Vlad III l'Empaleur dit Dracula).

## Politique
| Parti | Parti                        | Sièges |
| ----- | ---------------------------- | ------ |
|       | Parti national libéral (PNL) | 10     |
|       | Parti social-démocrate (PSD) | 9      |

## Personnes notables
- Wilhelm Klein (1850-1924), archéologue Austro-hongrois est né à Caransebeș.
- Gustav Jaumann (1861-1934), physicien spécialisé dans le calcul tensoriel
- George Buitul (1591-1635), prêtre jésuite et auteur du catéchisme roumain est né et mort à Caransebeș.
- Adrian Buba (1953-), peintre roumano-français, est né à Caransebeș.
- Ștefan Popa-Popas (1955-), caricaturiste, est né à Caransebeṣ
- Sorin Grindeanu (1973-), ancien Premier ministre de Roumanie, est né à Caransebeș.